# 奧奈達人
奧奈達（Oneida或Onyota'a:ka），在當地的意思指直立石的人，或站立的石頭，Thwahrù·nę'在塔斯卡洛拉）亦譯奧內達人，是北美印地安部落，位於美國中部的紐約州北部奧奈達縣，是易洛魁聯盟的五個創始國之一。易洛魁人自稱豪德諾索尼（意思為“長屋的人”）顯示出他們社會的生活方式和住宅建築風格。

## 人口、語言及分布

### 人口
奧奈達人的人口大約是15388人，主要分布在美國的紐約州和威斯康星州，以及加拿大的安大略省。
其中紐約州有約10309人，威斯康星州約1109人，而安大略省則有約3970人。

### 語言
奧奈達語為易洛魁語系的北易洛魁語族，莫霍克族-奧奈達語支底下的奧奈達語。
根據語言學家Summer Institute在a linguistics forum of Wycliff Translators這本書裡面的研究結果推算，西元1977年在所有總人口數大約7000人中僅剩250位仍會在生活中使用奧奈達語，本地人包括奧奈達人分支出去的三個分支the Oneidas of central New York,eastern Wisconsin, and Ontario。在易洛魁語中，較與Mohawk較相似。
奧奈達人認為他們的語言是最需要被珍惜的傳統之一。在2011年的人口普查中僅有190人將它視為母語使用，因此奧奈達人製作語言教材來促進族語的傳承，除了透過年長者將知識口傳給年輕人外，他們還特別製作錄音帶、光碟片以及特製小冊子來教導傳統語言，希望有一天大部分的奧奈達人能夠將此語言說的很流利。

### 民族分布
奧奈達人為美洲印地安原住民，在歷史上並未大規模遷移，因此主要分布在發源地美國的紐約州，其次是美國的威斯康星州和鄰國加拿大的安大略省。

## 地理環境
奧奈達人主要分布在美國五大湖附近，該地區是潮濕的大陸性氣候，夏天冷涼而冬天異常嚴寒，受來自於不同區域的氣團影響，有來自北極的乾冷氣團，來自西部的溫暖的太平洋氣團，來自南邊和墨西哥灣的暖濕氣團，不過因為湖水本身對氣候有調節效應，可以增加降水，因此當地為溫帶大陸性濕潤氣候。

## 歷史沿革
為易洛魁同盟的五個創始國之一。易洛魁聯盟佔領了大片現今的紐約州到聖勞倫斯河，西至哈得遜河，南到西北賓夕法尼亞州，易落魁人從十四世紀開始務農後，人口急驟成長。他們的城鎮是由許多十分特殊的長屋組成，這些長屋是一種有木製房屋架構，外表覆蓋樹皮的房舍。他們最先遇到的歐洲人是法國人，這些法國人為了支持其他聖羅倫斯河沿岸的部族而對易落魁人開戰，易落魁人隨即與新阿姆斯特丹的荷蘭人交易武器。之後當地又發生了一連串主要是為了爭奪毛皮貿易的戰爭，法國與英國不時交戰，易落魁人常被夾在中間（聯盟瓦解分為親法與親英兩派）。到了十八世紀末，英國拓荒者強迫易落魁人從海岸向西遷移到俄亥俄河谷。當西元1776年美國獨立戰爭爆發時，易落魁同盟還設法保持中立，但最後還是分裂，各自為英美而戰。喬治華盛頓在西元1779年派遣三個縱隊進入易落魁領土，燒毀了四十個城鎮，將大多數反抗的易落魁人都趕到加拿大。易落魁人原來在紐約地區擁有數百萬英畝的土地，但現在只剩下數個小保留區。但也因他們選擇與美國同盟，而成為其盟友，所以在獨立戰爭結束後，美國為了感謝易洛魁人的貢獻，給予他們土地權與賦稅上的優惠，在西元1794年11月11日簽訂了皮克林條約(Pickering Treaty)或是稱作印花布條約(Calico Treaty)，該條約確立美利堅合眾國與六國之間的和平與友誼，至今這幾個組成易洛魁的國家仍然因為此條約享有得到印花布的權力，只是隨著時間的推移，雖然支付存在，但自從西元十八世紀所支付的碼數已漸漸減少，但這布的象徵精神仍然存在。

他們自稱Oneida Indian nation(奧奈達印地安民族)，為聯邦式的組織，分布在三大地區，而其總部設立在美國紐約。

## 社會、家庭與婚姻

### 婚姻
奧奈達傳統婚姻制度為一夫一妻制，但因為十九世紀的奧奈達公社的推行，其最為著名的為群婚，又被稱為群體婚姻、伙婚、集團婚，指一群男子與一群女子互結為夫妻。
在19世紀，宗教的覺醒和社會改良主義相結合，有群人以追尋廢除奴隸制、女性解放、救濟貧民、禁酒運動、解救娼妓為目標，產生了新宗教運動，其部分是主張至善論（完美主義），認為人類通過自我改造，以求成為完美的人，這與一切靠自己的美國人的性格很相合，在廣泛流行的空想社會主義哲學的影響下，西元1848年約翰·漢弗萊·諾伊斯在紐約州北部創建了奧奈達公社推行“混婚制”。理論上講，社區的成員與另一位成員保持婚姻關係，但是鼓勵每位成員之間互相“訪問”——即發生性行為，這是一個否決一夫一妻制度和個人的愛，倡導性的烏托邦，但在外人看來，這只是一個進行各種混亂性行為的異端集團。如果想要孩子，首先要得到“優生學委員會”的許可，所以，為了避免女方懷孕，奧奈達男子會採取體外射精。到1879年，奧奈達人已經放棄了混婚習俗，支持一夫一妻制。1880年，超過70％的奧奈達人選擇了傳統的婚姻方式。

在婚姻形態為妻方居住婚。按照易洛魁人當時的風俗，在妻子生育第一個孩子之後，丈夫搬到妻子家里居住，與以母親來計算親屬的習慣有關。

### 家庭
在他們的社會哩，男女有各自負責的區塊。
男生負責打獵、交換貿易與戰爭方面的工作；女生則是負責農事、財產與家庭的管理。因此在政治上，氏族是由女人治理，由女人負責決定土地與資源的分配；而軍事決策與商業貿易的協調同意的主控人則為男性，只有男人有權力代表Oneidas出席易洛魁聯盟的議會，但卻金女性有投票權選出代表出席會議的人。至於在故事講解、藝術及音樂和傳統醫療上，男女雙方都有同等的地位。

### 繼嗣
同易洛魁人，行母系繼嗣，親屬連結與社會關係皆按母方認定，經濟活動也以母親為中心，婦女地位比較高。

## 產業與生活
為半定居生活，以農耕聞名，種植玉米，也從事漁獵、畜牧和製陶、編筐等手工業，住長形房屋，各個家庭按照母系互有親屬關係，分為三個氏族，各有三名代表參加聯盟。每一社區也有一地方性會議，指導首領的工作，他們會定時召開部落議會，而議員則為每個氏族的人民推舉出來的代表所組成。
奧奈達人的三個氏族分別為烏龜、狼以及熊，烏龜教導族人含有耐心且永不放棄的精神，他們看起來既強壯又團結，富有智慧也極受尊重；狼氏族則告訴族人警覺性的重要，並體現了家庭之間的情感連結；至於熊氏族則有溫和和強壯的感覺，熊會思考周延再做決定，而非衝動的做事情。
奧奈達人居住在長屋，是一個覆蓋著於樹皮的巨大木造建築，每一個長屋可以長達一百英尺，而一個長屋就代表一個完整的氏族。不過現今長屋已僅剩經濟的目的，現在的奧奈達人已經居住在現代的建築或公寓。

## 信仰與節慶
因同屬易洛魁人，以泛靈信仰為主，但受到外來文化影響，也有人轉信基督宗教等。

## 藝術與文學

### 手工藝品
奧奈達人以及其他易洛魁部落都以他們自己的面具雕刻為名，這樣的面具被當地居民視為一樣神聖的藝術，因此外地人無法看到許多這樣的面具。
美國本土的串珠藝術以及技術更高的porcupine quillwork是比較常見的奧奈達工藝品，porcupine quillwork是將堅硬的豪豬毛軟化後編進皮革或是樺樹皮，會被用來製作醫藥包裝袋、鹿皮鞋、首飾、樺皮盒等日常生活用品，隨著時間演進，因為此藝品技術性太高，當珠子廣泛流傳後，有人開始將豪豬毛換成珠子，用此捲邊(quillwork)的特殊技能做成珠飾，到現今此項技術已經幾乎失傳。
Oneidas還以白色和紫色的貝殼珠製作貝殼串珠。貝殼串珠為當地交易的一種貨幣，在串珠的圖案設計上，經常是在敘述一個故事或是歌頌人的事蹟，因此此為他們重要的文化藝術。

### 玉米皮娃娃cornhusk doll
此為北美洲印第安部落所流傳的傳統特色娃娃，娃娃通常是由容易腐壞的材料如玉米外皮、棕櫚纖維或松針綑綁而成，是當地小孩的玩具。上面有許多的繽紛裝飾，能夠表現民族的藝術風格。然而，對當地部落的父母而言此娃娃並沒有特別價值，但因為精美的裝飾圖案，對外地人來說即成為富有收藏價值紀念品。

### 嬰兒搖籃版cradleboard
cradleboard為美洲傳統的嬰兒背帶。將嬰兒包裹在小毯子中，並綁在一個特殊設計的平板上，通常為木板，但有些部落人們會用做籃子的藤條等編織而成，讓照護者能將嬰兒抱在胸前或是背在身後以利長途旅行。然而當馬被引進到美洲後，某些部落也會將cradleboard設計成掛在馬身上。為了防止cradleboard摔倒時會撞傷嬰兒，因此他在設計上會在頭部的位置多做一個圓弧形作為保護。父母們會將之裝飾得很華麗，以顯示對子女的愛。

### 音樂
奧奈達音樂富有節奏與韻律，幾乎多為鼓聲或是勞動中的歌聲組成，其最重要的兩個樂器分別是鼓與笛子。
易洛魁鼓多會填入一些水稱作Iroquois Water Drum，使其產生有別於其他部落的獨特聲音。
笛子則為奧奈達部落裡男性追求女生的工具，夜晚時，年輕男子會在其女友的長屋外吹奏優美的笛聲來表達對女子的思念。

### 舞蹈
對於Haudenosaunee文化，舞蹈是很重要的一環。 
The Oneida float出現於第八十二屆梅西感恩節大遊行(Annual Macy's Thanksgiving Day Parade)，描繪出許多能代表奧奈達的創作故事，他一是能代表易洛魁特色的交際舞。
Haudenosaunee的舞蹈是很複雜的，從舞者不輕鬆的動作即可清楚看出。
每個舞蹈會因為鼓的不同拍點而相異，每個人可以藉不同的曲調和特別的腳步作不同詮釋，創作自己的風格。舞蹈能傳述有關自然與歌頌、感謝造物者賜與的故事
他們的舞蹈方式有交際舞，如round dance、rabbit dance、old moccasin dance以及canoe or fishing dance；儀式上會用到的舞蹈，如Maple Syrup、Strawberry、Bean、Sun and Moon dances，這些不同形式的舞蹈透過長屋保存下來，他們認為這些儀式舞蹈是神聖的，因此不會對大眾展示。
在儀式舞蹈中會唱出字句，而交際舞則僅有旋律。在每個舞蹈開始前或節奏轉變時，會對歌曲有初步的介紹，而許多的歌曲都是改編自其他的印地安國家，而舞者以鼓聲為線索判斷何時變換舞伴，如果要拒絕一個男子或一個女子的跳舞邀約，在禮儀上必須給對方菸草當作撫慰。
其中一個最受喜愛的交際舞為smoke dance，是Haudenosaunee的傳統舞蹈。smoke dance是起源於戰舞，而且最開始是設計給男人跳的，它是個快舞，設計目的是用來顯示男子的跳舞技巧與體力，而近年來婦女也將之改編成他們獨特的風格。戰舞是美洲印地安獨有的一種儀式舞，這些儀式的伴奏音樂由當地的居民保存下來，因此不到幾年之間，交際舞的音樂已經被儀式性的戰舞音樂取代。
smoke dance的命名與許多故事有關，其中一個故事認為舞者快速小圈圈的旋轉好似在模仿蜷曲的煙，另一個故事則是以Haudenosaunee的長屋為中心，煙通常會環繞在長屋裏頭，為了使煙消散，舞者會透過快速且不斷地旋轉來驅散飄浮在房子裡的煙。

### 服飾
奧奈達男性穿著腰布以及綁腿布，女性則著全身圍繞的裙子配上較短的綁腿布。
男性不穿上衣，而女性則穿poncho-like的短上衣，當地稱作overdress。
奧奈達人多穿鹿皮軟鞋(moccasins)。
在殖民時期，受到歐洲文化的影響衣服、襯衫短衫等都進入了他們的文化，將這些外來衣物再用珍珠與緞帶花做裝飾，成為自己的衣服。
他們不會像蘇人(Sioux)配戴很長的頭飾，而是選擇易洛魁最傳統的頭飾，其特色是在頭飾上繡著每一部落的象徵圖案，如奧奈達人的頭飾為兩隻站直的老鷹與一支拖曳在後頭。
至於女人有時會帶用珠子裝飾的特別頭飾(tiaras)。奧奈達男性會在臉上或是身體以部落得圖騰裝飾，但女子基本上並不會如此做。
在戰爭時期，奧奈達男性會剃光頭，只在頭頂中心留下一個類似蟑螂的樣式稱"Mohawk"，有時他們還會用羽毛或是豪豬的毛來擴大這樣的髮型。至於女人僅會在服喪期剪頭髮，平時會將又長又鬆的頭髮垂下或綁成髮辮。
現今，奧奈達人仍會穿著鹿皮軟鞋(moccasins)以及有珠子裝飾的裙子，但隨著文化的交流，現代的衣服如牛仔褲漸漸取代傳統的腰布，而且他們也只會在特別場合如舞蹈表演時，戴羽毛在頭上。

### 交通工具
他們多是陸運，以狗來載送物品，因為要到了歐洲殖民美北地區才有馬的出現。
冬天時，則會穿戴繪有彩色條紋的雪鞋以及雪橇以利於在雪地行走。
至於河運的部分，因為瀕臨五大湖，漁業資源也是當地的生計之一，他們會利用當地的榆樹皮做成樹皮獨木舟(elm-bark canoes)，或者是將一根長長的原木中間挖空，作為乘坐的空間，行程最簡易的dugout canoes作為捕魚用。 

## 現況
隨著外來文化的介入奧奈達人的生活方式受到改變，從歐美傳入的馬使他們的嬰兒搖籃板除了掛在母親身上還有另一項方法，也使的以狗為交通運輸工具的奧奈達人，多了速度更快的馬能選擇；另外，西方的襯衫、T-shirt的擴散，導致當地年輕人拋棄其繁雜的民族服飾，改穿簡單易行動的棉T與牛仔褲，不過為了保留本身的民族特色，他們會在衣服上繡上傳統的花紋，創造出本民族與西方文化的融合品；還有奧奈達人傳統的工藝技術如豪豬毛串珠已瀕臨絕跡；象徵一個獨立民族最重要的語言也僅剩百餘人會使用，因此，他們近年來很努力推行母語教育，希望能讓下代年輕人重拾母語，認識自己的文化，能在傳統文化的保存與便利的生活中找尋到最好的平衡。

## 著名人士
- 阿麗雅 Aaliyah, 美國唱片公司的藝術家，為美國血統混奧奈達的非洲裔血統
- 艾琳安東博士 Dr. Eileen Antone,學術研究,成人教育專家
- Carl J. Artman,Bureau of Indian Affairs的助理
- 丹尼爾麵包Daniel Bread (1800-1873),奧奈達總理
- Garrison Chrisjohn, 電視劇 X-Files的演員
- Dr. Roland Chrisjohn, 做本土研究的主要指揮者，任教於St. Thomas University (New Brunswick).
- 波利庫柏Polly Cooper, leader, took white corn to General Washington and troops in 1777-1778 during the Revolution in winter quarters at Valley Forge and taught them how to cook it.
- Alex Elijah I, Pine Tree Chief and Haudenosaunee expert
- Harley Elijah Sr., President of Ironworkers Union Local 700.
- Demus Elm, oral historian, Haudenosaunee expert.
- Graham Greene,演員
- Charlie Hill, comedian, entertainer.
- Laura "Minnie" Cornelius Kellogg, early 20th-century activist in Oneida land claims
- Chester Poe Cornelius, lawyer and activist
- Lillie Rosa Minoka Hill, 20th-century Mohawk physician; officially adopted by Oneida for her work with them for decades.
- Lloyd L. House, PhD - Educator, first American Indian elected to the Arizona State Legislature
- Evan John I, oral historian, traditional agriculture and horticulture expert.
- Cody McCormick, Canadian professional ice hockey player for Colorado Avalanche.
- Loretta Metoxen, leader, Oneida historian.
- Gino Odjick, Canadian former professional ice hockey player.
- Ohstahehte, the original Oneida Chief who accepted the Message of the Great Law of Peace.
- Oskanondonha (aka Skenando, Shenandoah), Pine Tree Chief and leader during the American Revolution; ally of the Americans
- Moses Schuyler, co-founder of the Oneida Nation of the Thames Settlement.
- Joanne Shenandoah, award-winning singer and performer.
- Ernie Stevens Jr., Chairman of National Indian Gaming Association.
- Tehaliwaskenhas Bob Kennedy (Turtle Island)
- Venus Walker, oral historian, Haudenosaunee ceremonies expert.
- Mary Wheeler, land claims activist.[來源請求]
- Dennison Wheelock, composer, conductor and cornet soloist of the late 19th and early 20th centuries.
- James Riley Wheelock, musician, conductor and clarinet soloist